# ديغدزوت (أرارات)
مدينة ديغدزوت (بالأرمينية:Դեղձուտ) (بالإنجليزية: Deghdzut)‏ هي إحدى المدن التابعة لمقاطعة أرارات في أرمينيا. يقدر عدد سكانها بـ 981 نسمة حسب الإحصاء الذي جرى عام 2011.